# 八峰町立八森小学校
八峰町立八森小学校（はっぽうちょうりつ はちもりしょうがっこう）は、秋田県山本郡八峰町の旧八森町域にある公立小学校。

## 概要
本校は、八峰町の旧八森町域にあった（旧）八森・岩館・観海の3小学校を統合した学校で、旧八森町内唯一の小学校である。校舎は、旧観海小学校校舎を改築して使用する。

## 沿革
- 1876年（明治9年）11月1日 - 大政官布告第二百十四号の学制に基づき、八森部落柏木町の郷倉を修理して校舎とし、八森小学校として開校。
- 1881年（明治14年）11月4日 - 八森大火により、校舎全焼。白滝不動堂に移り、分室を菊地福太郎宅と地蔵堂に置いた。
- 1882年（明治15年）6月 - 第五区観海小学校八森分校と改称。
- 1885年（明治18年）6月1日 - 八森村字古屋敷3番地に校舎新築。
- 1887年（明治20年）4月 - 観海小学校から分離し、八森尋常小学校と改称。
- 1889年（明治22年）4月1日 - 八森簡易小学校と改称。
- 1892年（明治25年）4月1日 - 八森尋常小学校と再改称。
- 1901年（明治34年）7月17日 - 高等科を併置し、八森尋常高等小学校と改称。
- 1902年（明治35年）1月30日 - 校舎増築落成。
- 1907年（明治40年）10月15日 - 音楽家・四竈訥堂が作詞・作曲した校歌完成。
- 1908年（明治41年）10月6日 - 北側に校舎増築。
- 1910年（明治43年）5月26日 - 体操場増築。
- 1919年（大正8年）3月23日 - 校舎に電灯設置。
- 1926年（大正15年）
  - 5月25日 - 南側校舎に、2教室増築し、体育館を新築する。
  - 11月1日 - 創立50周年記念式典挙行。記念事業として、運動場を設定する。
- 1941年（昭和16年）4月1日 - 国民学校令により、八森国民学校と改称。
- 1947年（昭和22年）4月1日 - 学制改革により、八森村立八森小学校と改称。
- 1950年（昭和25年）
  - 3月20日 - 電話架設する。
  - 9月21日 - 海岸側に防風垣設置。
- 1952年（昭和27年）8月 - 南側校舎解体撤去。
- 1954年（昭和29年）10月1日 - 八森村と岩館村が合併した八森町発足により、八森町立八森小学校と改称。同日、第二校歌制定（作詞:山田千之・作曲:柴田源太郎）。
- 1956年（昭和31年）- 校章制定。
- 1962年（昭和37年）5月14日 - 完全給食開始。
- 1966年（昭和41年）10月20日 - 鉄骨体育館落成。
- 1972年（昭和47年）8月15日 - 4時30分頃、体育館・便所・管理棟などを残し、教室14全焼する火災発生。
- 1973年（昭和48年）5月16日 - 新校舎落成式挙行。
- 1976年（昭和51年）
  - 9月10日 - センター方式による、米飯給食開始。
  - 11月10日 - 創立百周年記念式典挙行。
- 2006年（平成18年）3月27日 - 八森町と峰浜村が合併した八峰町発足により、八峰町立八森小学校と改称。
- 2007年（平成19年）
  - 5月19日 - 第1回学校づくり協議会開催。
  - 11月9日 - 校名を「八森小学校」と決定。
  - 12月19日 - 学校設置条例が可決。この日を創立記念日と定めた。
- 2008年（平成20年）
  - 2月18日 - 統合小学校校舎（観海小学校校舎）改修工事着手。
  - 7月18日 - 校章決定。
  - 11月28日 - 校訓決定。
  - 12月12日 - 校歌決定。
- 2009年（平成21年）
  - 2月12日 - 統合校舎改修工事完了。
  - 4月1日 - 統合八森小学校開校。
  - 4月6日 - 統合小学校開校式挙行。
  - 4月11日 - PTA発足。
- 2019年（令和元年）9月8日 - 創立10周年を記念し、「八森っ子元気みこし」を運行。

## 学区
- 八峰町八森地区（旧:八森町）全域[1]。

## 進学先中学校
公立中学校の進学先は、八峰町立八峰中学校。

## 周辺
- 国道101号
- JR五能線

## アクセス
- JR五能線八森駅から、徒歩で約1.4km弱・約21分（駅までの直線距離は近いが、道路の関係で遠回りとなる）。
- 秋北バス「八森駅前」バス停から、徒歩約1.5km強・約23分。
- 八峰町役場から、車で約6.9km・約14分。